# Яннес Вікгофф
Яннес Лука Вікгофф (нім. Jannes Luca Wieckhoff, нар. 2 серпня 2000, Шенефельд, Німеччина) — німецький футболіст, фланговий захисник нідерландського клубу «Гераклес».

## Ігрова кар'єра

### Клубна
Яннес Вікгофф є вихованцем гамбурзького футболу. Свою юнацьку кар'єру він починав в академії клубу «Гамбург». У 2012 році Вікгофф перейшов до молодіжної команди «Санкт-Паулі».
Першу гру в основі Вікгофф провів 13 вересня 2020 року у Кубковому матчі проти «Ельферсберга». Вже за тиждень — 21 вересня захисник дебютував у турнірі Другої Бундесліги, коли вийшов у стартовому складі на матч проти «Бохума».
У липні 2023 року Вікгофф перейшов до нідерландського клубу «Гераклес», підписавши з клубом контракт до 2026 року. Першу офіційну гру в новій команді Вікгофф провів 22 жовтня 2023 року проти «Твенте».

### Збірна
У 2019 році Яннес Вікгофф провів одну гру в складі збірної Німеччини (U-19).